# アヌビス (小惑星)
アヌビス  (1912 Anubis) は、小惑星帯の小惑星。パロマー天文台のトム・ゲーレルスとライデン天文台のファン・ハウテン夫妻が発見した。

## 名称
エジプト神話に登場する冥界の神、アヌビスから命名された。
命名は1979年11月の小惑星回報（MPC 5013）で公表された。同時に、同じ発見者たちによって発見された小惑星が、同じくエジプト神話から (1923) オシリス、(1924) ホルスと命名されている。

## 註
1. ↑  MPC 5013（1979年11月1日）